# Ellenbrunn (Rennertshofen)

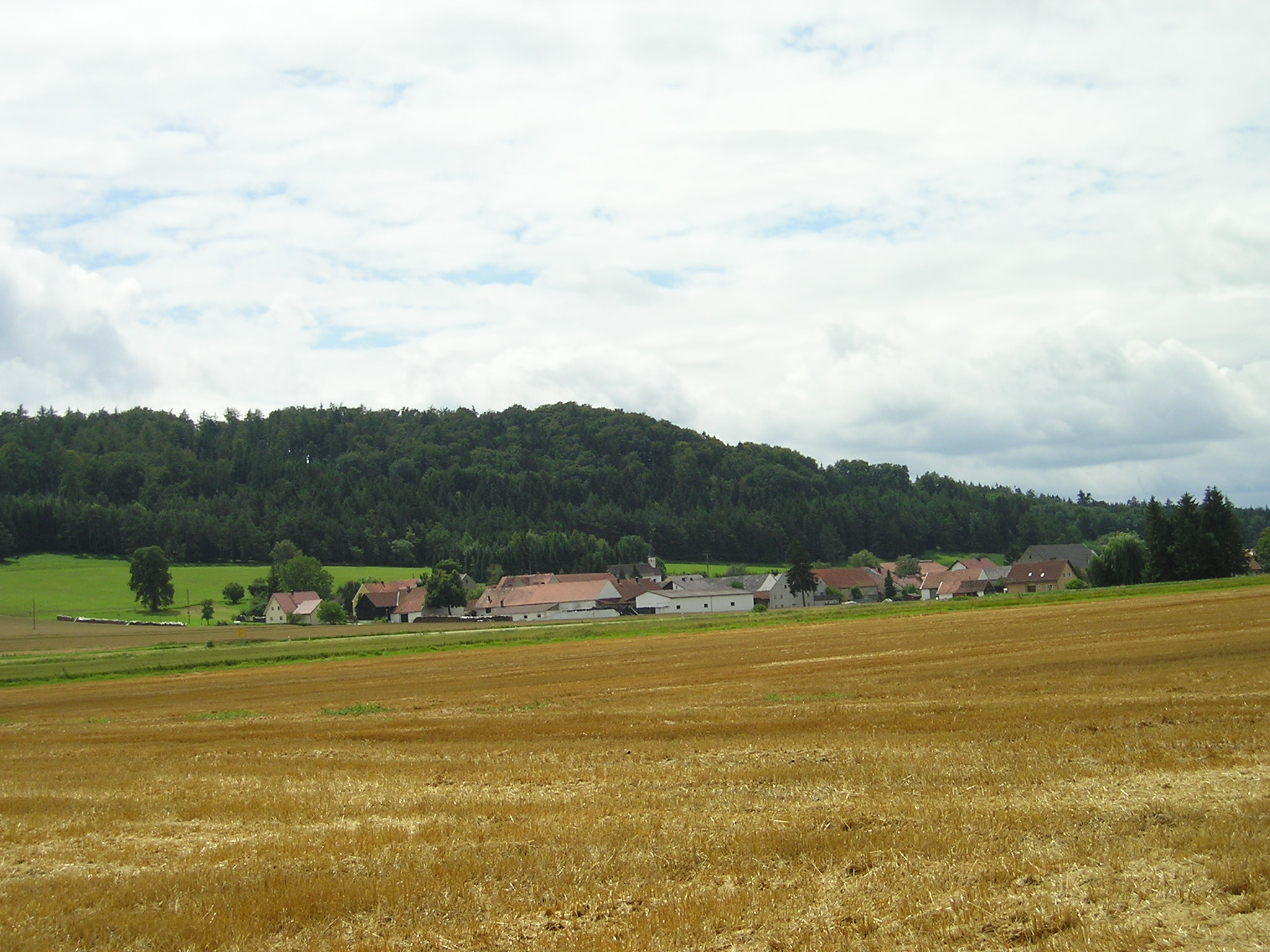
Ellenbrunn

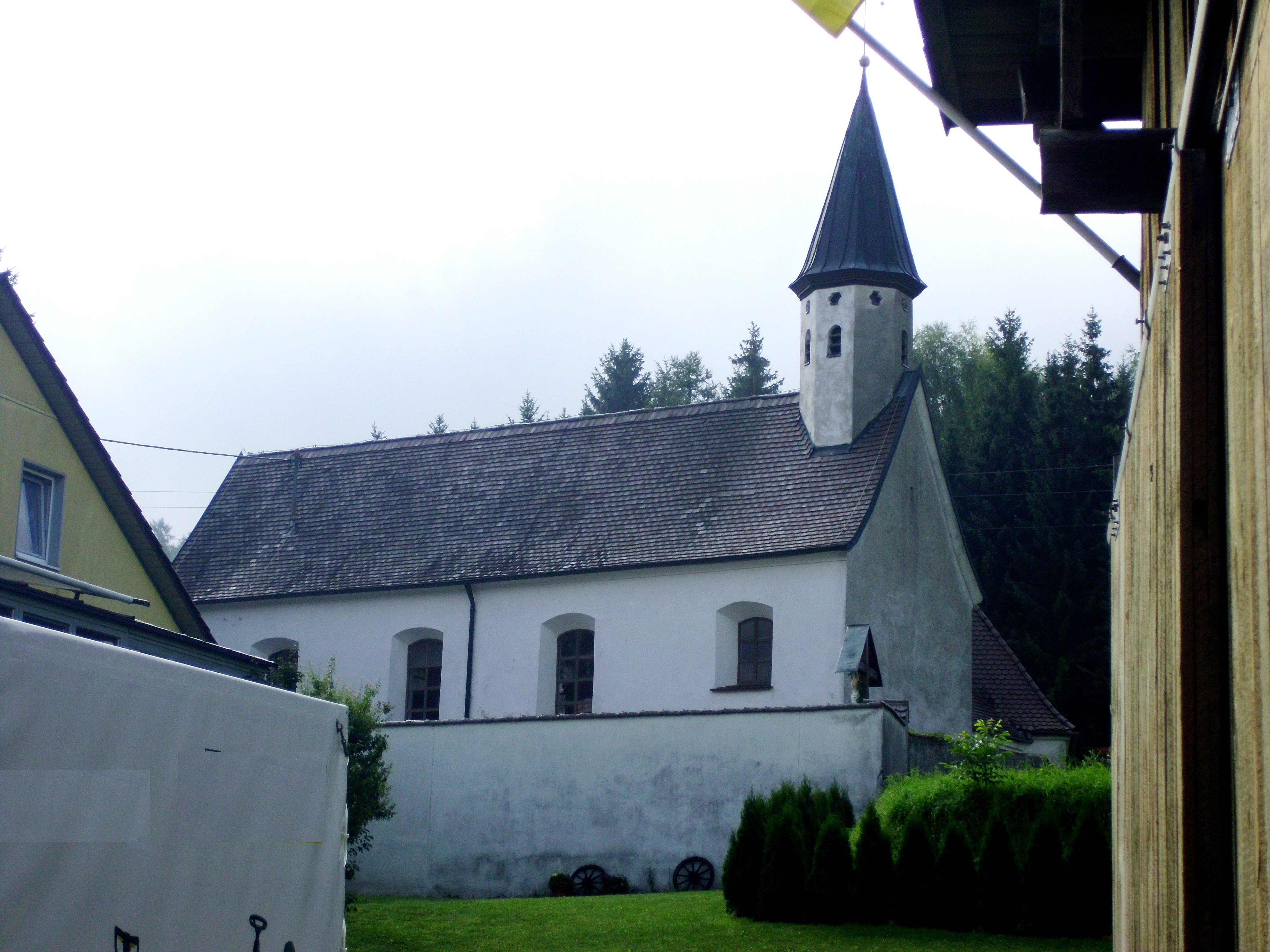
Kirche St. Martin

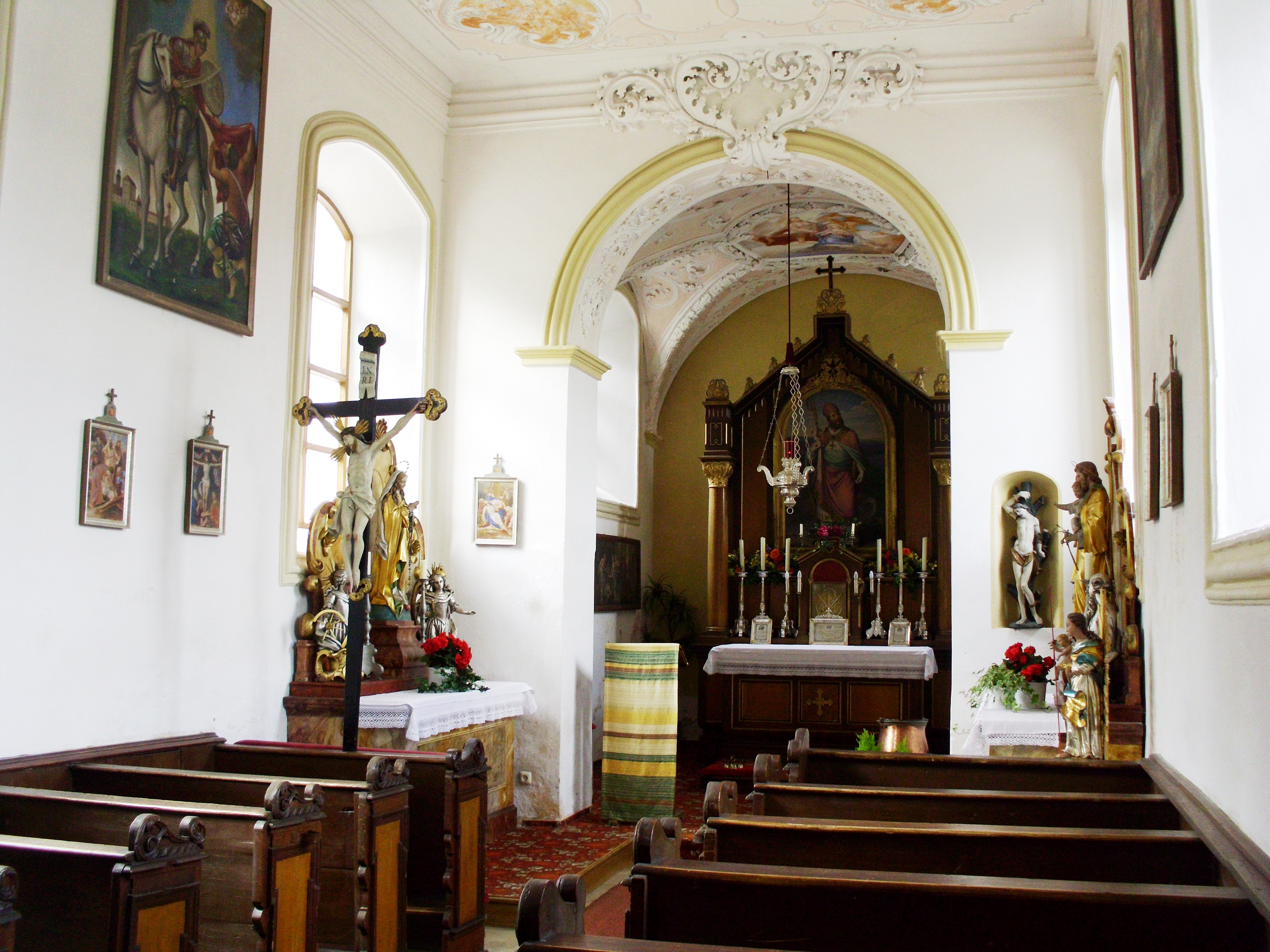
Kircheninneres

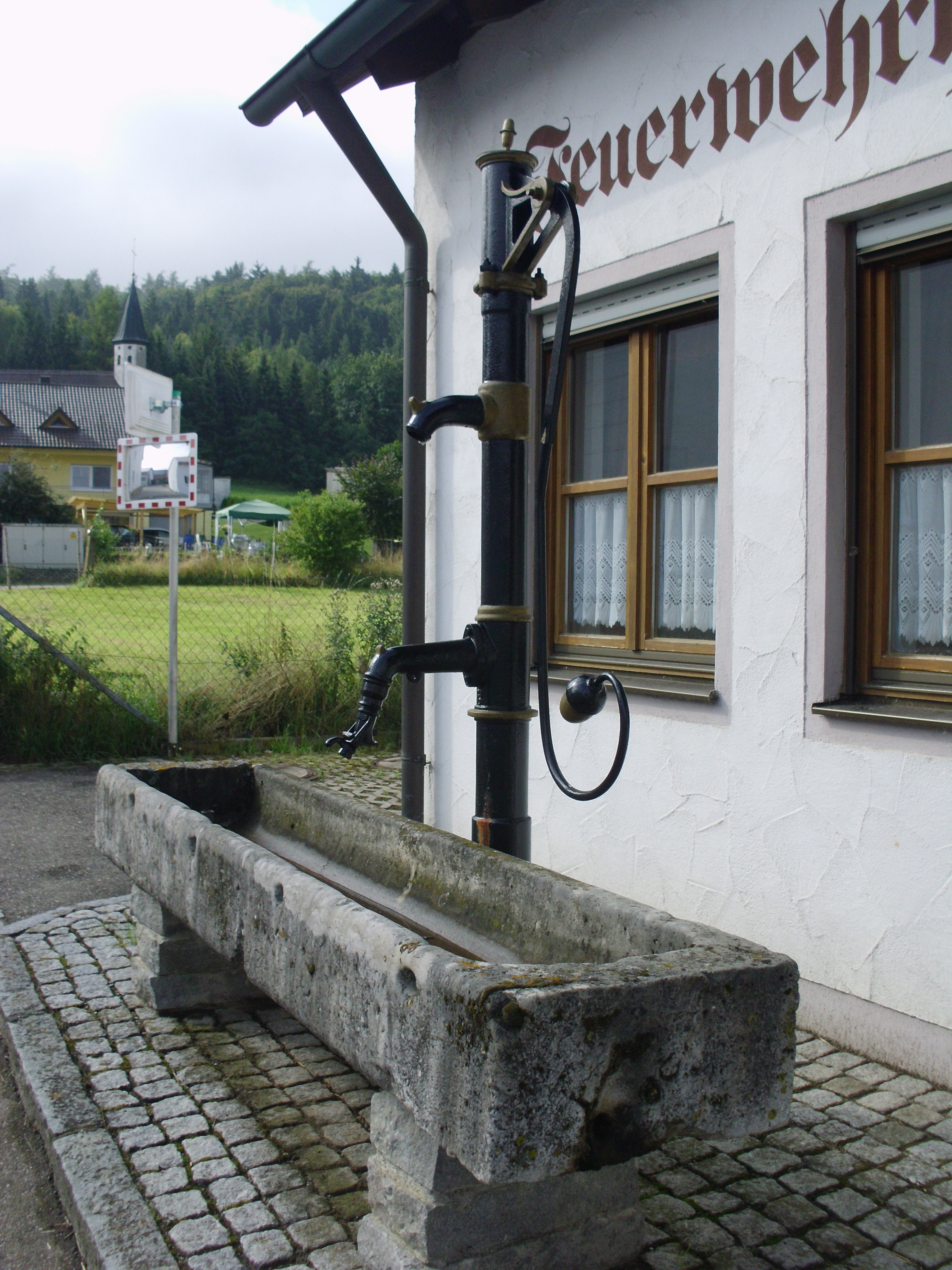
Brunnenpumpe am Feuerwehrhaus

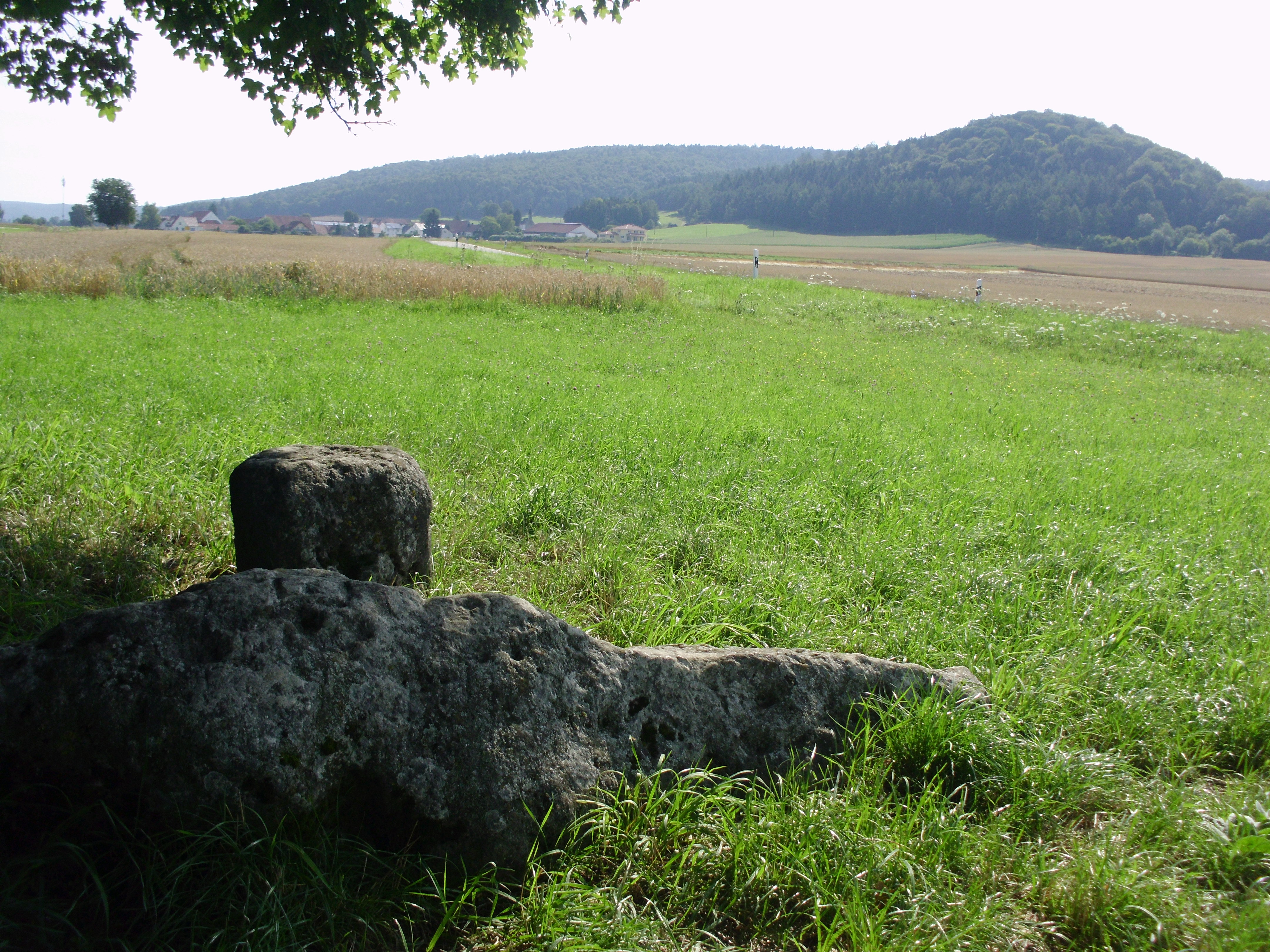
Naturdenkmal „Steinerner Mann“ mit Blick auf Ellenbrunn

Ellenbrunn ist ein Kirchdorf und Ortsteil des Marktes Rennertshofen im Landkreis Neuburg-Schrobenhausen im Regierungsbezirk Oberbayern. Die Ansiedelung gehört mit Feldmühle, Giglberg und Wolpertsau zur Gemarkung Hütting.

## Lage
Der Ort liegt in der Südlichen Frankenalb nordnordöstlich vom Hauptort Rennertshofen am Ostrand des südlichen Wellheimer Trockentals. Zu erreichen ist das Dorf über die von Rennertshofen nach Dollnstein führende Staatsstraße St 2047 und die von Gammersfeld ins Tal herunterführende Kreisstraße ND 24.

## Ortsnamendeutung
Der Ortsname hat sich aus dem Wort „Eller“ = „Erle“ gebildet; er bedeutet „Erle, die sich an einer (beim Dorf entspringenden) Quelle befand“.

## Geschichte
In Ellenbrunn gibt es schon frühe Siedlungsspuren: So wurde in dem Ort eine jungsteinzeitliche Feldhacke gefunden. Auf dem benachbarten Hainberg fand man eine keltische Goldmünze. 
Südlich des Ortes ließ sich an der alten Römerstraße, die von hier entlang des Wellheimer Trockentales nach Stepperg zieht, ein römischer Gutshof feststellen. Vermutlich gab es nach der Römerzeit hier eine Siedlungsunterbrechung.
Die Wiedererschließung der Flur mit Wiederbesiedelung erfolgte spätestens im 9. Jahrhundert unter den Karolingern. Denn 955, also bald nach deren Aussterben, schenkte König Otto I. (der spätere Kaiser Otto I.) dem Eichstätter Bischof Starchand eine Königshufe im sualafeldgauischen „Elimprunn“. Der Ort war Sitz der Herren von Ellenbrunn, die vom 12. Jahrhundert bis gegen Ende des 14. Jahrhunderts als Ministerialen der Grafen von Lechsgemünd-Graisbach nachweisbar sind. Ihre nicht mehr vorhandene Burg soll auf dem hinter der Ellenbrunner Kirche sich erhebenden Ellenbrunnerberg gestanden haben. Ab dem 16. Jahrhundert gehörte das Dorf zum Pfalzgrafentum Neuburg, später bis zum Beginn des 19. Jahrhunderts zum churpfalzbaierischen Herzogtum Neuburg.
Am Ende des Alten Reiches (1802) bestand Ellenbrunn aus 18 Anwesen. Die Niedergerichtsbarkeit übte das Landgericht Neuburg aus, die Steuerverwaltung lag beim dortigen Landvogtamt. Ein Hof gehörte dem Kloster Kaisheim und ein Halbhof der Malteser Großballei in Rechtsnachfolge des Klosters Neuburg. Das Chorstift St. Willibald in Eichstätt war Besitzer von zwei Höfen, das Kloster St. Walburg in Eichstätt besaß sechs Häuser. Das Widumgut gehörte der Pfarrei Wellheim, das Heiligengut und ein Haus der Pfarrei Mauern. Außer dem gemeindlichen Hirtenhaus und dem Wirtshaus ohne grundherrliche Abgaben soll auch das Domkapitel von Augsburg Grundbesitz in Ellenbrunn gehabt haben.
Im Königreich Bayern gehörte Ellenbrunn zum Steuerdistrikt Hütting im Landgericht und Rentamt Neuburg. Mit dem zweiten Gemeindeedikt von 1818 wurde aus dem Steuerdistrikt Hütting eine Gemeinde, die neben dem Pfarrdorf selbst und dem Kirchdorf Ellenbrunn noch die Einöden Feldmühle, Giglberg und Wolpertsau umfasste. Im schwäbischen Landkreis Neuburg blieb Hütting mit seinen Ortsteilen bis 1978 eine selbständige Gemeinde.
1857 wurde in einer Pfarrbeschreibung von Wellheim Ellenbrunn als „sehr wohlhabend“ bezeichnet; in den 13 Häusern des Ortes wohnten damals 80 Personen. Ein Jahrzehnt später lebten im Ort mit seinen 46 Gebäuden 85 Personen. Die Volkszählung vom 6. Juni 1961 ergab für Ellenbrunn 100 Einwohner und 19 Wohngebäude. 2014 war die Einwohnerzahl auf 70 zurückgegangen.
Hütting und damit auch Ellenbrunn wurde 1972 im Zuge der Gebietsreform in Bayern mit dem Landkreis Neuburg oberbayerisch (ab 1. Mai 1973 „Landkreis Neuburg-Schrobenhausen“). Am 1. Mai 1978 erfolgte die Eingemeindung von Hütting mit Ellenbrunn in den Markt Rennertshofen.
Zwischen Ellenbrunn und Mauern lag der abgegangene Lohof.

## Katholische Filialkirche St. Martin
Die ursprüngliche mittelalterliche Chorturmkirche wurde 1711 in die heutige barocke Gestalt gebracht. Statt des in den Obergeschossen abgetragenen Turmes, der 1789 den ersten Blitzableiter im Herzogtum Neuburg erhielt, hat die Kirche über dem Chor im Osten heute einen Dachreiter. Die Ausstattung stammt größtenteils aus dem 17. und 18. Jahrhundert. Seit alters her gehörte die Filialkirche zur Pfarrei Wellheim im Bistum Augsburg, ab 1933 zur Pfarrei Mauern und heute zur Pfarreiengemeinschaft Rennertshofen. In der protestantischen Phase von Pfalz-Neuburg (1542–1618) gehörte Ellenbrunn zur reformierten Pfarrei Rohrbach.

## Sehenswürdigkeiten
- Vor dem Feuerwehrhaus ist eine historische Brunnenpumpe mit steinerner Viehtränke zu sehen.
- Das südwestlich von Ellenbrunn an der Staatsstraße bei einer kleinen Baumgruppe aufzufindende frühgeschichtliche Naturdenkmal „Steinerer Mann“ besteht aus einem zwei Meter langen liegenden Monolith (einem „Mann“ mit auf der Brust gekreuzten Armen ähnelnd) und einem sich daneben befindlichen sockelähnlichen Stein (als Brotlaib gedeutet), beide aus Kalkstein. Wahrscheinlich handelt es sich um die Überreste eines – 1417 erstmals auf einer Karte verzeichneten – Grenzsteines zwischen dem Sualafeldgau und dem bajuwarischen Nordgau.[18] Um den Stein ranken sich mehrere Sagen, so diejenige von dem geizigen und jähzornigen Lohof-Bauern, der mit seinen Broten nach einem Fluch in Stein verwandelt wurde.[19]

## Sonstiges
- 1898 wurden auf einem Acker bei Ellenbrunn circa 2000 Brakteaten Augsburger Schlages aus der Mitte des 13. Jahrhunderts gefunden.[20]
- Ellenbrunn war bis 1960 für den Personenverkehr und bis 1993 für den Güterverkehr bzw. für die Museumsbahn eine Bahnstation der Bahnstrecke Dollnstein-Rennertshofen, 17,2 Kilometer vom Bahnhof Dollnstein entfernt.[21]
- An Ellenbrunn führt der Urdonau-Radweg vorbei.